# Programa Salvaguarda
Programa Salvaguarda (en inglés: Safeguard Program) fue un desarrollo del Ejército de Estados Unidos para crear un sistema de defensa de misiles antibalísticos con armamento nuclear bajo el gobierno de Richard Nixon anunciado en 1969 y cancelado en 1976. Su función era proteger los silos de los misiles Minuteman de la Fuerza Aérea de los EE. UU. contra ataques de misiles enemigos y así poder responder con un ataque nuclear ante un primer ataque. De esta manera, el seguir teniendo un armamento nuclear aún a pesar de un bombardeo nuclear, pretendía servir como amenaza para evitar una guerra nuclear total según el principio de destrucción mutua asegurada. Era una evolución de sistemas anteriores y su principal misión fue proteger contra un pequeño ataque de misiles de la Unión Soviética y China.  
El programa de defensa Salvaguarda, derivado del anterior programa Centinela, fue el último proyecto defensivo que empleó misiles con carga nuclear de Estados Unidos. Fue criticado por su propia amenaza, enorme coste en millardos de dólares y por no llegar a ser prácticamente operativo, aunque por otro lado, sirvió como estímulo para el desarrollo de nuevas tecnologías relacionadas y se utilizó como forma de presionar para reducir la carrera armamentística nuclear. Le sucedió el proyecto de Reagan para la Iniciativa de Defensa Estratégica. 

## Historia

### Una defensa ante un ataque nuclear
Durante el final de la Segunda Guerra Mundial, los bombardeos atómicos de Hiroshima y Nagasaki preocuparon a Estados Unidos que pudieran volverse en su contra y que tener en su propio país un ataque nuclear por parte de la Unión Soviética. En ese momento era posible con grandes bombarderos con capacidad suficiente para volar miles de kilómetros desde la Unión Soviética hasta Estados Unidos y la mejor defensa preventiva era el novedoso radar. A finales de 1945, oficiales del ejército estadounidense recomendaban estudiar y desarrollar misiles interceptores para destruir misiles enemigos. En 1946, el Pentágono autoriza el desarrollo del primer sistema de defensa antibalístico. 
Sin embargo, con el aumento de las tensiones Este-Oeste con la Guerra Fría y la aparición de los primeros misiles balísticos intercontinentales, o los avances en la carrera espacial de la URSS, aceleraron la búsqueda y puesta en marcha de un sistema defensivo. En agosto de 1957, la Unión Soviética prueba con éxito el primer misil intercontinental y tres meses después, consigue orbitar el primer satélite artificial humano, el Sputnik, para bochorno y horror de muchos ciudadanos estadounidenses. El 17 de diciembre, Estados Unidos prueba con éxito su primer misil intercontinental, el SM-65 Atlas. 
Y, aunque la balística de los misiles seguía un vuelo predecible, la defensa contra ellos era algo realmente complejo, ya que requería una tecnología avanzada capaz de localizar e interceptar un misil lanzado desde miles de kilómetros y moviéndose a grandes velocidades con otro misil capaz anularlo o, al menos, desviar su trayectoria. Esto suponía un enorme reto y podía tener consecuencias peligrosas.

### El programa Nike-Zeus
Entre 1957 y 1958, Estados Unidos mediante el trabajo de los laboratorios Bell, acelera los esfuerzos para constituir un sistema defensivo de misiles y comienza a trabajar en el sistema Nike-Zeus, su primer sistema de misiles antibalísticos diseñado para interceptar en una altura y trayectoria común un vehículo de reentrada (denominado como, reentry vehicle, RV) como un posible misil enemigo en un periodo de hasta una hora. Basado en unas instalaciones de radares mecánicos en tierra, Nike-Zeus alertaba y disparaba unos misiles interceptores nucleares basados en el misil Nike-Hercules, una versión evolucionada del misil superficie-aire del programa de misiles Nike, para alcanzar así a misiles enemigos y destruirlos al estallar cerca de ellos. Para ello se necesitaba mejorar mucho la potencia de los sistemas de radar para poder dar el tiempo suficiente de interceptar el misil, y mejorar los primitivos ordenadores para poder obtener cálculos más rápidos de la trayectoria a ejecutar por el misil interceptor.
El 4 de marzo de 1961, los soviéticos consiguen probar con éxito un misil interceptor que utiliza una fuerte carga explosiva para destruir su objetivo. El 19 de julio de 1962, los estadounidenses consiguen probar con éxito un misil interceptor Nike-Zeus. Lanzado desde el atolón Kwajalein en Islas Marshall, derriba un misil lanzado desde la base aérea de Vandenberg en California al explotar su carga nuclear de varios megatones afectando a un radio de 2 kilómetros. En octubre se produce la conocida como crisis de los misiles en Cuba donde se está cerca de entrar en una guerra nuclear. El 22 de diciembre, el ejército estadounidense consigue un nuevo éxito al destruir con un misil interceptor Nike-Zeus otro misil objetivo tras explotar su carga nuclear y encontrarse a 200 metros de distancia del objetivo.  

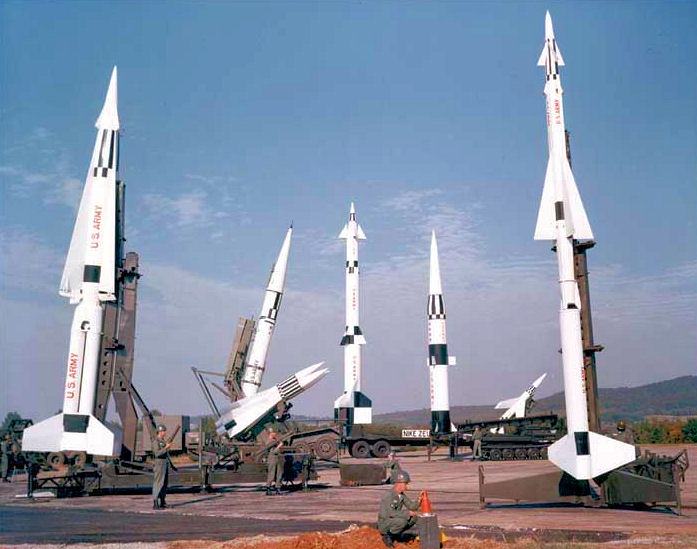
La familia de misiles Nike. Primero a la izquierda el Nike Hercules, justo en el centro el Spartan.

### El programa Nike-X
En 1965, Kennedy había firmado el tratado de prohibición parcial de ensayos nucleares con la intención junto a la Unión Soviética y otras naciones, de intentar frenar el desarrollo de las armas nucleares y la amenaza que ello suponía en un posible conflicto internacional. Ese mismo año se decide sustituir el sistema Nike-Zeus por uno modificado parcialmente llamado Nike-X. El problema es que se había diseñado Nike-Zeus para evitar un ataque a muy pequeña escala de misiles nucleares, ya que su costo y producción eran inicialmente muy exigentes, no era fácil disponer de muchos misiles nucleares con un gran alcance. Sin embargo, al caer su coste y empezar a producir este tipo de misiles en cadena, la defensa Nike-Zeus era ineficaz, se saturaba con facilidad con el lanzamiento de varios misiles. Por ejemplo, al explotar una carga nuclear de un misil Nike-Zeus, la explosión producía en un radio de decenas de kilómetros tal radiación que volvía inservibles las estaciones radar y de esta forma la línea de defensa del sistema defensivo estaba inutilizado ante otros ataques. Ante esto, los gobiernos de Eisenhower y Kennedy consultaron a la Agencia de Proyectos Avanzados de Investigación (Advanced Research Projects Agency, ARPA) una solución.  

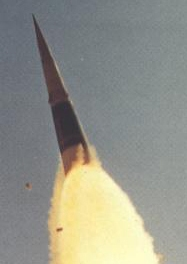
Misil interceptor nuclear ligero Sprint.

El interceptor Nike-X, llamado misil Sprint, se basó en un misil cónico desarrollado por ARPA y conseguía alcanzar altas velocidades Mach y alta maniobrabilidad en milisegundos, dando un tiempo para la colisión y la destrucción del misil enemigo de tan sólo segundos, aunque con una menor carga nuclear y por tanto, menor radio de alcance. Era guiado por radio mediante el equipo de señales radar al igual que el misil Nike-Zeus. El nuevo sistema se presentó como una defensa «en capas», en la que los interceptores de largo alcance y gran potencia nuclear, con el misil Spartan, se encargarían de impactar en el espacio con un misil enemigo, mientras que los interceptores de corto alcance Sprint, con muy alta velocidad y maniobrabilidad, atacarían cualquier misil enemigo que no hubiera sido derribado por el misil Spartan. El 17 de noviembre de 1965 se prueba con éxito el primer vuelo del misil Sprint.

### El programa Centinela

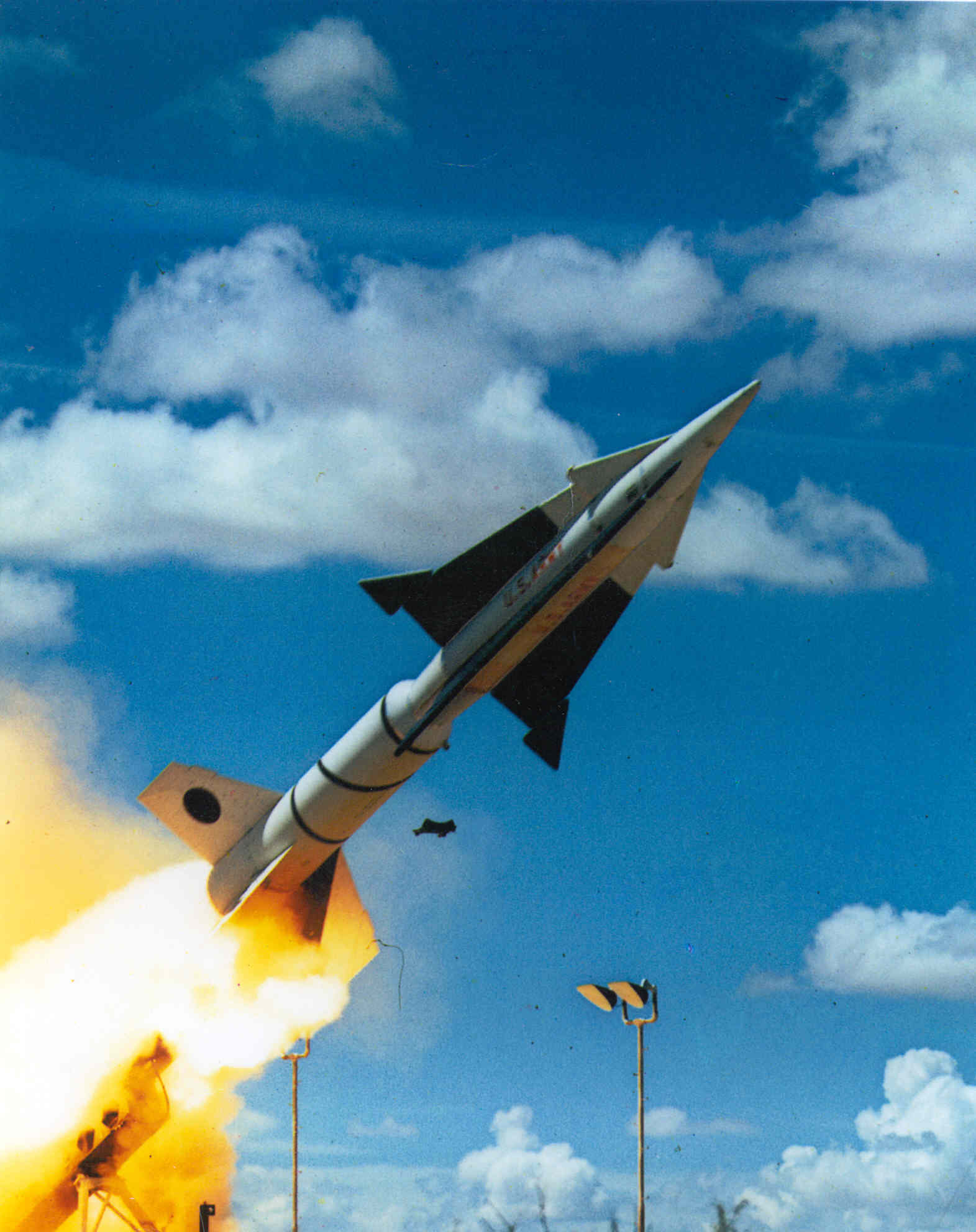
Misil interceptor nuclear pesado Nike-Zeus en un vuelo de prueba.

El 27 de octubre de 1966, China lanza con éxito su primer misil nuclear. En noviembre el gobierno anuncia que desde hace dos años, se ha construido un sistema defensivo antibalístico en Moscú.  
El 23 de junio de 1967, el presidente Lyndon Johnson y el Secretario de Defensa Robert McNamara se reunieron tres días en Glassboro (Nueva Jersey) con el primer ministro soviético Alekséi Kosyguin para hablar sobre Oriente Próximo, Vietnam, de los sistemas de defensas estratégicas y del tamaño de los arsenales ofensivos de ambos países. Los Estados Unidos propusieron la adopción de límites para los sistemas de defensa antibalístico, que no fue aceptada por Kosygin,y aunque fracasó, la conocida como conferencia de Glassboro fue bien recibida.  
El 18 de septiembre, McNamara anuncia la decisión de desarrollar un sistema de defensa antibalístico que sustituya a Nike-X, llamado Centinela («Sentinel»), con el empleo de hasta 700 interceptores para defender un grupo seleccionado de ciudades de la amenaza de China. Inicialmente su propósito eran tres objetivos: primero, evitar ataques de misiles desde China, asumiendo que durante la próxima década tendría la capacidad de lanzar misiles nucleares a miles de kilómetros. Segundo, proteger un posible ataque accidental desde la Unión Soviética. Tercero, dar una muy limitada defensa de un misil intercontinental estadounidense, un Minuteman, lanzado desde tierra ante un ataque soviético. La idea de anunciar un sistema defensivo centrado en China antes que en la URSS, y mencionar el ataque accidental cuando podía ser intencionado, era por el contexto político en el que se evitaba provocar un aumento aún mayor de armas nucleares. El gobierno de Johnson quería negociar para poder llegar a un acuerdo con la Unión Soviética para limitar el uso y la amenaza de armas estratégicas como los misiles de largo alcance entre ambas potencias. El Secretario de Defensa McNamara reconocía que la tecnología necesaria para el sistema defensivo aún no estaba madura, no funcionaba del todo bien y que el problema del desarrollo del programa ya no era tan solo que los soviéticos idearan un sistema similar, sino que asumieran la construcción de aún más misiles de largo alcance con carga nuclear para saturar el sistema defensivo.
El programa Centinela se aprobó bajo la presidencia demócrata de Lyndon Johnson en 1968 tras una fuerte presión de la oposición al gobierno en el Congreso por parte del Partido Republicano. Sin embargo se topó con importantes protestas en las calles por la planificación de construir instalaciones defensivas armas nucleares cerca de las áreas suburbanas de hasta 15 ciudades.

### El programa Salvaguarda
A finales de 1968, gran parte de la opinión pública estadounidense se declaraba antimilitar en general, estaba cansada de la participación de miles de soldados estadounidenses en la guerra de Vietnam y fue uno de los motivos por los que el presidente Johnson se retiró de las siguientes elecciones presidenciales. El 20 de enero de 1969 lo sustituyó el republicano Richard Nixon y el 14 de marzo, anunció que Centinela se reorientaba y se imponía un proyecto defensivo más modesto, menos costoso y lejos de áreas urbanas. 

When you are looking toward city defense, it needs to be a perfect or near perfect system because, as I examined the possibility of even a thick defense of cities, I have found that even the most optimistic projections, considering the highest development of the art, would mean that we would still lose 30 million to 40 million lives..
Cuando pretendes tener un sistema de defensa para una ciudad, debe ser un sistema perfecto o casi perfecto porque, cuando estudie la posibilidad de que aún con la mejores defensas para las ciudades, he encontrado que incluso con las estadísticas más optimistas, considerando el desarrollo más avanzado en este tema, podría significar que aún podríamos perder entre 30 y 40 millones de vidas..
Richard Nixon 

Nombrado como Salvaguarda (Safeguard), cambiaba sus objetivos anteriores para centrarse en evitar un ataque soviético directo pero también asumiendo una actitud menos provocadora y hostil. El nuevo Secretario de Defensa, Melvin Laird, advirtió de que la Unión Soviética estaba haciendo importantes progresos en su capacidad de ataque directo contra EE. UU. (tenía pruebas del éxito soviético con el misil pesado R-36, denominado por la OTAN como SS9). Laird también denunció que el programa Polaris, misiles nucleares lanzados desde submarinos estadounidenses, estaba en peligro por los avances soviéticos en guerra antisubmarina y por los desarrollos soviéticos equivalentes. Tras dos años de debates y dudas sobre el sistema defensivo, se aprobó el presupuesto para llevarlo a cabo el 6 de agosto en el Senado por apenas uno o dos votos.
El 17 de noviembre, representantes de Estados Unidos y la Unión Soviética, comenzaron a reunirse en Helsinki y Viena para intentar detener la carrera armamentística, limitando el establecimiento de sistemas de defensa antimisiles de tal forma que el principio de «mutua destrucción asegurada» fuera la única forma de impedir el conflicto y evitar así una guerra suicida. El acuerdo se terminará .

Los dos sistemas anteriores antibalísticos, el Nike-X y Centinela, además del programa Salvaguarda, utilizaban realmente tecnología reutilizada y centrada en la defensa de silos de misiles, no en proteger ciudades. El consejero de seguridad, Henry Kissinger, tuvo un importante papel en este sentido. 

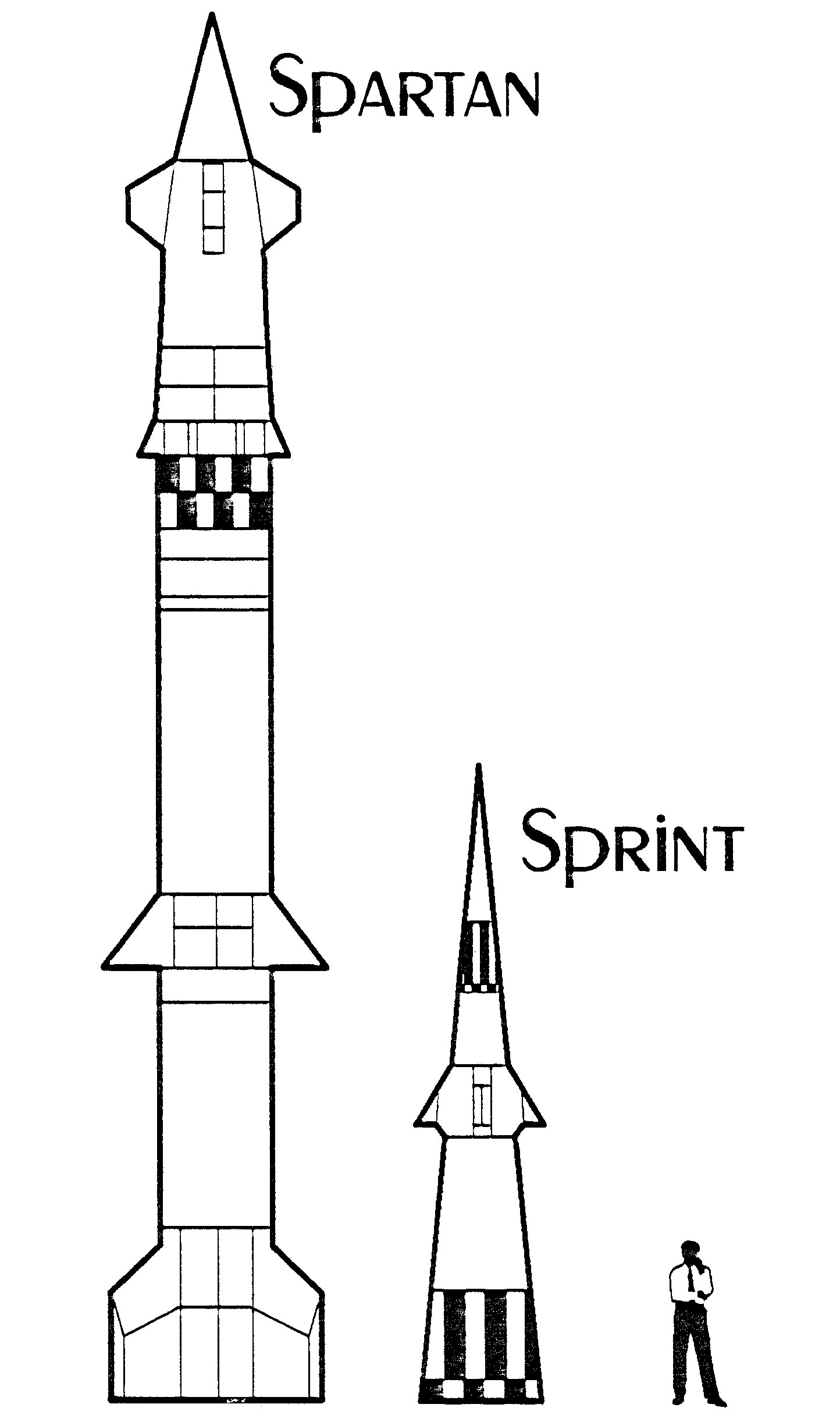
Comparativa de tamaño entre el misil Spartan, el misil Sprint y una persona.

El programa salvaguarda se había desarrollado para calmar a la oposición al gobierno, sin embargo se encontró también con la misma oposición a continuar el proyecto. Nixon permitió continuar el programa a pesar de las protestas y quejas sobre si podía ser realmente funcional ya que requería un esfuerzo tecnológico hasta la fecha ineficaz, empleando además millones de dólares del presupuesto público de la nación. El programa se iba a dividir en dos fases, una fase 1 con dos bases en construcción y una fase 2 que se extendería a otros estados del país. En 1970, la comisión del Congreso estimaba en un informe un coste estimado de 4,6 millardos, para una versión reducida de fase 2 con 5 bases, un coste de 6.9 millardos y para la versión completa con 12 bases, unos 10,7 millardos de dólares.
En 1972, con la firma en Moscú de los acuerdos para la limitación de las armas estratégicas (Strategic Arms Limitation Talks) se disminuyeron por primera vez los sistemas de defensa antibalísticos creados por EE. UU. y la URSS. El tratado limitó a disponer de dos instalaciones, armadas con hasta 200 misiles. El gobierno de Estados Unidos aceptó construir instalaciones en dos partes del país, en Dakota del Norte y Montana, abandonando el trabajo inicial de unas instalaciones en Misuri y cancelando todas las demás bases planificadas. 
La construcción de las dos bases restantes continuó hasta la firma de un nuevo acuerdo adicional el 3 de julio de 1974. El acuerdo limitó a ambos países a disponer en vez de dos, una sola base de defensa antibalistica con un centenar de misiles. La construcción de las instalaciones en Montana tras completar parcialmente el radar principal, se detuvo y fue abandonado. Sí se completó las instalaciones cerca de Gran Forks en Dakota del Norte llamado Complejo de Salvaguarda Stanley R. Mickelsen (Stanley R. Mickelsen Safeguard Complex, o SRMSC). Este centro de defensa se activó el 1 de abril de 1975 y entró en funcionamiento el 1 de octubre de 1975. Para entonces, entre octubre y noviembre, el Congreso decidió eliminar el presupuesto del programa Salvaguarda por el alto coste económico y unas capacidades defensivas obsoletas ante la evolución de las armas de la Unión Soviética. Las instalaciones de Stanley Mickelsen, dejaron de funcionar y se cerró 10 de febrero de 1976, después de 133 días de operatividad y un coste en 1975 de 468 millones de dólares. Los soviéticos si mantuvieron más tiempo su sistema equivalente que protegía la ciudad de Moscú.
En los años siguientes el gobierno de Estados Unidos continúo desarrollando sistemas de defensa balísticos y misiles de interceptación pero ya sin usar carga nuclear en estos.

## Funcionamiento
El sistema se basaba en un sistema de alerta temprana y en dos líneas de defensa, una a gran altura utilizando el interceptador Spartan con una carga nuclear explosiva equivalente a 5 megatones, y una última más próxima e inmediata con el interceptador rápido Sprint, con una carga equivalente a un kilotón. Era una evolución y modificación de los sistemas Nike-Zeus y Nike-X. Seguía la siguiente secuencia:
1. El aviso de un lanzamiento enemigo se podía reconocer por las señales enviadas por satélites espía del programa de Defensa. Estos detectaban la radiación infrarroja de la combustión de un misil balístico intercontinental.
2. Una vez tiene una trayectoria el misil, las antenas radar del Sistema balístico de alerta temprana (Ballistic Missile Early Warning System) podían localizar y trazar la ruta.
3. Al aproximarse y cuando aún están fuera de la atmósfera terrestre, debido al gran alcance necesario para la detección temprana, se utilizaba el llamado Radar de Adquisición Perimetral, RAP (Perimetral Acquisition Radar). Dicho radar podía detectar las amenazas, filtrando información y ayudando a seguir el objetivo a un segundo radar más preciso pero de menor alcance, llamado Radar Silo de Misiles, RSM (Missile Site Radar).
4. Con el misil aproximándose y posicionado por el RSM, el sistema informático de ordenadores calculaba las posibles trayectorias de interceptación y tiempos para el lanzamiento.

## Galería de imágenes
| |
| Primera línea de defensa antibalística. Esquema de la «área de defensa» durante la trayectoria de un misil enemigo, su seguimiento por radar y colisión con un misil con una importante carga nuclear Spartan. |

| |
| Segunda línea de defensa antibalística. Esquema de la «línea de defensa terminal» durante la trayectoria de un misil enemigo, su seguimiento por radar y colisión con un pequeño misil Sprint con carga nuclear. |

| |
| Imagen de 1971 para extender el programa Salvaguarda a distintos puntos para cubrir gran parte de Estados Unidos. Sólo llegó a funcionar el complejo de Gran Forks (Dakota del Norte). |

| |
| El Radar de Adquisición Perimetral, «Perimetral Acquisition Radar», era el primer radar en localizar la posible amenaza. Una vez finalizado el programa, continúo su uso como radar de alerta. |

|                                                                            |
| Interior del Radar de Adquisición Perimetral, sala central de operaciones. |